# Sioen Industries

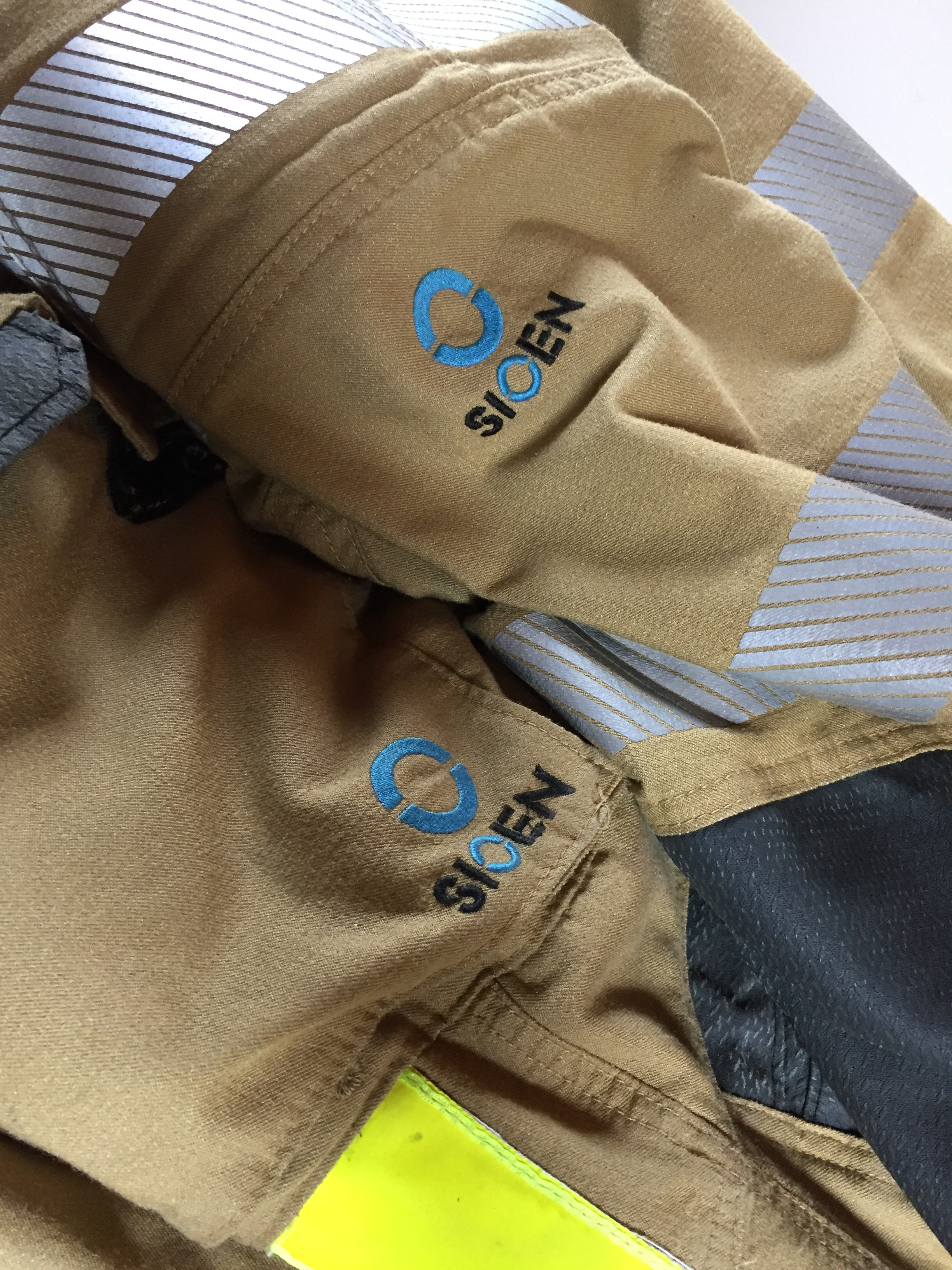
Logo von SIOEN auf Dienstkleidung

Sioen Industries ist ein belgischer Textilhersteller und eine diversifizierte Gruppe mit Sitz in Ardooie.

## Unternehmen
1907 wurde die Firma Sioen-Sabbe von Adolf Sioen in Rumbeke gegründet und später von seinem Sohn Daniel Sioen weitergeführt. 1960 gründete Jean-Jacques Sioen in Beveren eine Firma zur Herstellung von technischen (beschichteten) Textilien. Seine Frau Jacqueline eröffnete 1967 in Roeselare eine Bekleidungswerkstatt für die Herstellung von strapazierfähiger Schutzkleidung für den industriellen Einsatz.
1977 zog das Unternehmen an einen neuen Standort in Ardooie, nachdem die Gebäude in Beveren und Roeselare zu klein geworden waren. In den 1980er Jahren expandierte das Unternehmen in andere Länder wie Frankreich, Irland und Tunesien. 1991 wurde die Produktionsstätte in Ardooie durch einen Brand zerstört und 1993 wurde die neu gebaute Infrastruktur in Betrieb genommen.
1996 wurde das Unternehmen an der Brüsseler Börse registriert. Die Firma erzielte einen Umsatz von 85 Millionen und beschäftigte 1500 Mitarbeiter.
2006 beschäftigte das Unternehmen 4687 Mitarbeiter in 38 Tochterunternehmen in 14 verschiedenen Ländern. 2017 wurde ein Umsatz von 363,4 Millionen Euro mit einem Reingewinn von 26 Millionen Euro realisiert. Im Mai 2017 gab Sioen Industries bekannt, die in Großbritannien ansässige James Dewhurst Group für 44 Millionen Pfund erworben zu haben.
Sioen hat ein Delisting für das Jahr 2020 angekündigt. 31. Mai 2021 werden sie von der Börse genommen.

## Produkte
Sioen ist ein Unternehmen mit einem umfangreichen Portfolio an Produkten und Aktivitäten: Spinnen, Weben und Beschichten von technischen Textilien, Herstellung von professioneller Schutzkleidung und Produktion von Feinchemikalien.
Die Kernaktivitäten sind in drei Bereiche unterteilt. Der Beschichtungsbereich ist zuständig für die integrierte Beschichtung von synthetischen Geweben. Die Bekleidungsabteilung stellt technische Bekleidung für zahlreiche verschiedene Märkte her. Sioen Chemicals (Bereich Feinchemikalien) produziert auch Pigmentpasten, Lacke und Tinten.